# 台灣海洋深層水股份有限公司
台灣海洋深層水股份有限公司是台灣肥料公司百分之百持股的子公司，於花蓮縣台肥花蓮廠建立取水設施，取得太平洋下662公尺深的海洋深層水，堪稱亞洲最大的深層海水濃縮液製造廠，主要生產包裝飲用水、高礦水、深海鹽、深海鹽滷、濃縮液等各項海洋深層水系列衍生應用商品。

## 歷史
2004年11月30日，台肥第二十九屆董事會第十三次會議審議通過「花蓮廠海洋深層水投資計畫」，預計投資金額新台幣十億元以上，投資項目包括取水工程、水處理設施、包裝飲用水與飲料工場等。2006年，台肥與名牌食品合資成立台灣海洋深層水，總部設於花蓮縣花蓮市。2013年1月，台灣海洋深層水正式成為台肥百分之百持股子公司。

## 取水地點
台灣海洋深層水取水管線佈建在七星潭南岸，取水深度達海平面下662公尺，取水管總長4950公尺。

## 外部連結
- 台肥集團.台海生技 （页面存档备份，存于）
- 台海生技購物網
- D-MINNERALZS (Official Website) （页面存档备份，存于）
- TAIWAN YES DEEP OCEAN WATER CO., LTD.(阿里巴巴國際站) （页面存档备份，存于）